# GMC Hummer EV
Der GMC Hummer EV ist ein Elektroauto der US-amerikanischen Automarke GMC. Zunächst gab es ihn als viertürigen Pick-up (GMC Hummer EV SUT), seit 2023 gibt es auch eine SUV-Version (GMC Hummer EV SUV). Der Hummer EV wird seit November 2021 produziert und vornehmlich in den USA angeboten.

## Übersicht
2020 verkündete GM, dass der Hummer als Modell zurückkehren werde. Hummer solle jedoch nicht als eigene Marke wiederbelebt werden (diese wurde 2010 eingestellt), sondern nur in Form eines Modells unter der Marke GMC. Die ersten Bilder und Prototypen wurden ebenfalls 2020 vorgestellt. Ende 2021 begannen die ersten Auslieferungen des GMC Hummer EV Pick-ups. Eine überarbeitete Version des Fahrzeugs wurde im Mai 2025 vorgestellt. Fortan liegt die maximale Leistung bei 853 kW (1160 PS).

## Pick-up (seit 2021)

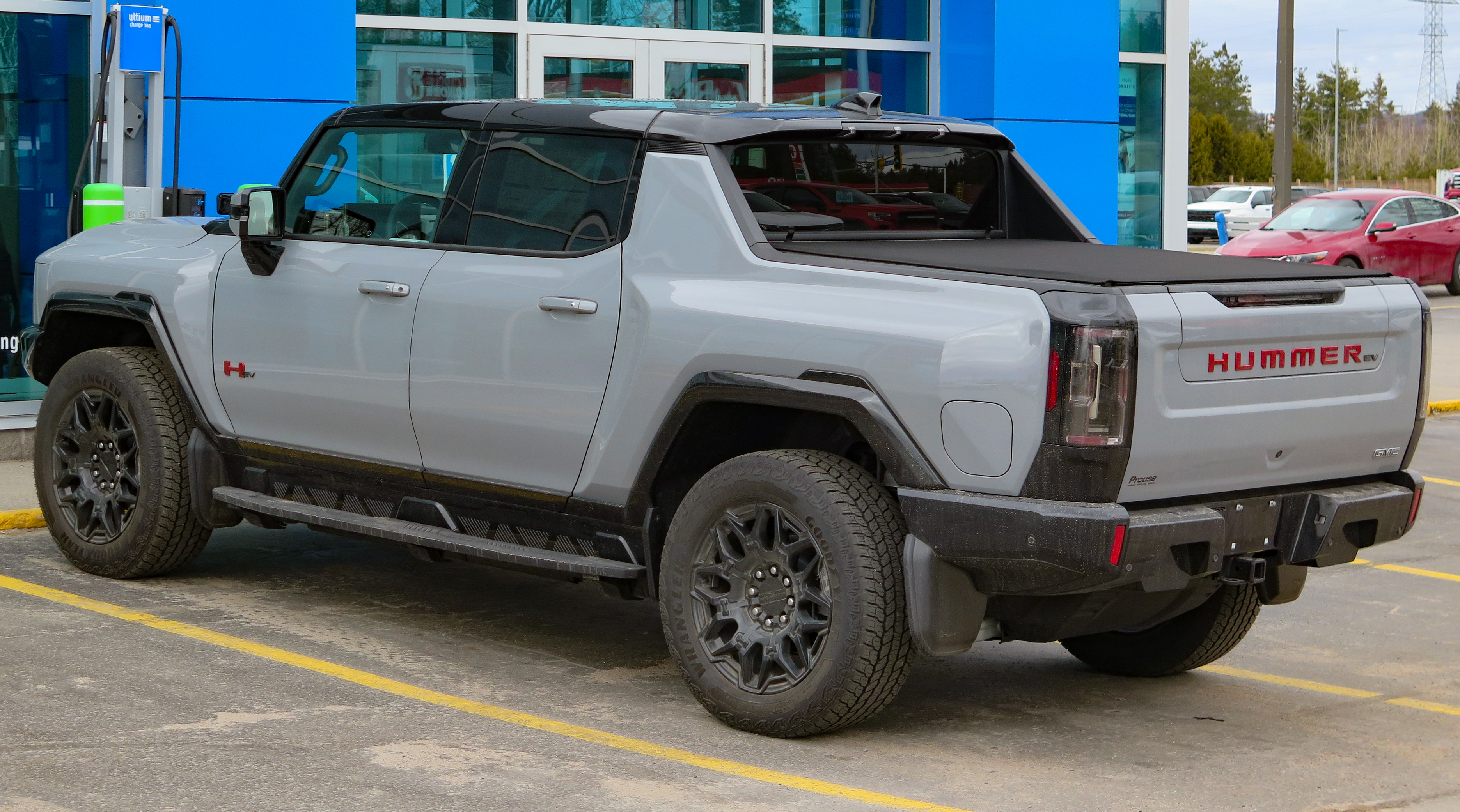
Heckansicht

Die Pick-up-Version des Hummer EV wird seit Ende 2021 in Detroit produziert. Die zunächst einzig angebotene Edition 1 verfügt über drei Elektromotoren (einer vorne, zwei hinten), die zusammen eine Leistung von 746 kW (1014 PS) haben. Das maximale Drehmoment liegt bei 1627 Nm. Das Leergewicht ist mit 4.373 kg angegeben, wobei der 213 kWh große Akku einen großen Anteil daran hat.
Der Listenpreis für den Hummer EV Pick-up beträgt etwas über 110.000 US-Dollar, günstigere Versionen ab 80.000 US-Dollar sollen jedoch folgen. Aufgrund der hohen Nachfrage und des geringen Angebots an Neuwagen wurden für gebrauchte Exemplare bereits Preise von über 200.000 US-Dollar bezahlt.
Eine Besonderheit des Hummer EV ist der optionale sogenannte Crab Walk, der es dem Hummer EV ermöglicht, mit Hilfe einer Vierradlenkung diagonal zu fahren.

### Versionen

#### Edition 1
Die limitierte Edition 1, die Ende 2021 in Produktion ging, ist das einzige Modell, das im ersten Modelljahr erhältlich war. Alle Exemplare der Edition 1 sind weiß mit einem schwarzen Dach und bronzefarbenen Rädern. Der Innenraum ist zweifarbig schwarz-grau gehalten, mit bronzefarbenen Akzenten und Edition 1-Plaketten.
Alle Edition 1 haben drei Elektromotoren (Tri-Motor) und eine Leistung von 746 kW (1014 PS). Die maximale Reichweite beträgt 329 Meilen (529 km). Die Edition 1-Modelle sind zudem mit dem Extreme-Off-Road-Paket ausgestattet, das u. a. 35-Zoll-Geländereifen und Unterfahrschutz umfasst. In der Edition 1 gehört Crab Walk zur Standardausstattung, außerdem umfasst die Version sogenannte UltraVision-Unterbodenkameras für eine bessere Manövrierfähigkeit und Sichtbarkeit im Gelände, das Watts to Freedom-System (eine speziell abgestimmte Launch Control), eine adaptive Luftfederung, eine Unterbodenpanzerung aus Stahl, den Extract Mode (hebt die Federung für mehr Bodenfreiheit um zehn Zentimeter an), GMs Super Cruise (teilautonomes Fahrerassistenzsystem) einen digitalen Schlüssel, abnehmbare Dachpaneele und die sogenannte MultiPro-Heckklappe von GMC.
Der Hummer EV Edition 1 war in den ersten 10 Minuten nach dem Start der Vorbestellungen ausverkauft. Der tatsächliche Verkauf der Edition 1 verzögerte sich zunächst, wurde aber später im Jahr 2022 wieder aufgenommen.

#### EV3x
Der Hummer EV3x ist nahezu identisch mit der Edition 1 und verfügt serienmäßig über Crab Walk, UltraVision, adaptive Luftfederung, Stahlunterbodenpanzerung, Extract Mode, Super Cruise, einen digitalen Schlüssel, abnehmbare Dachpaneele und die MultiPro-Heckklappe. Im Gegensatz zur Edition 1 wird der EV3x jedoch in verschiedenen Farben erhältlich sein. Der EV3x soll ebenfalls von drei Elektromotoren angetrieben werden und über Torque Vectoring und das Watts to Freedom-System verfügen.
Der EV3x hat eine geschätzte Leistung von 810 PS (600 kW) und eine Reichweite von mehr als 300 Meilen. Er sollte ab Herbst 2022 erhältlich sein.

#### EV2x
Die Version EV2x beinhaltet alle Funktionen und die gleiche Leistung wie die Basisversion EV2, umfasst aber zusätzlich noch serienmäßig Allradlenkung, Crab Walk, adaptive Luftfederung mit Fahrkontrolle sowie optional den Extract-Mode. Die Version soll ab Frühjahr 2023 erhältlich sein.

#### EV2
Der EV2 ist die geplante Basisversion des Hummer EV, die unter anderem Super Cruise, HD-Surround-View, einen digitalen Schlüssel, ein Infinity-Dach und die MultiPro-Heckklappe umfassen soll. Den Antrieb übernehmen hier zwei Elektromotoren, die Leistung soll bei 470 kW (639 PS) liegen.

## SUV (seit 2023)

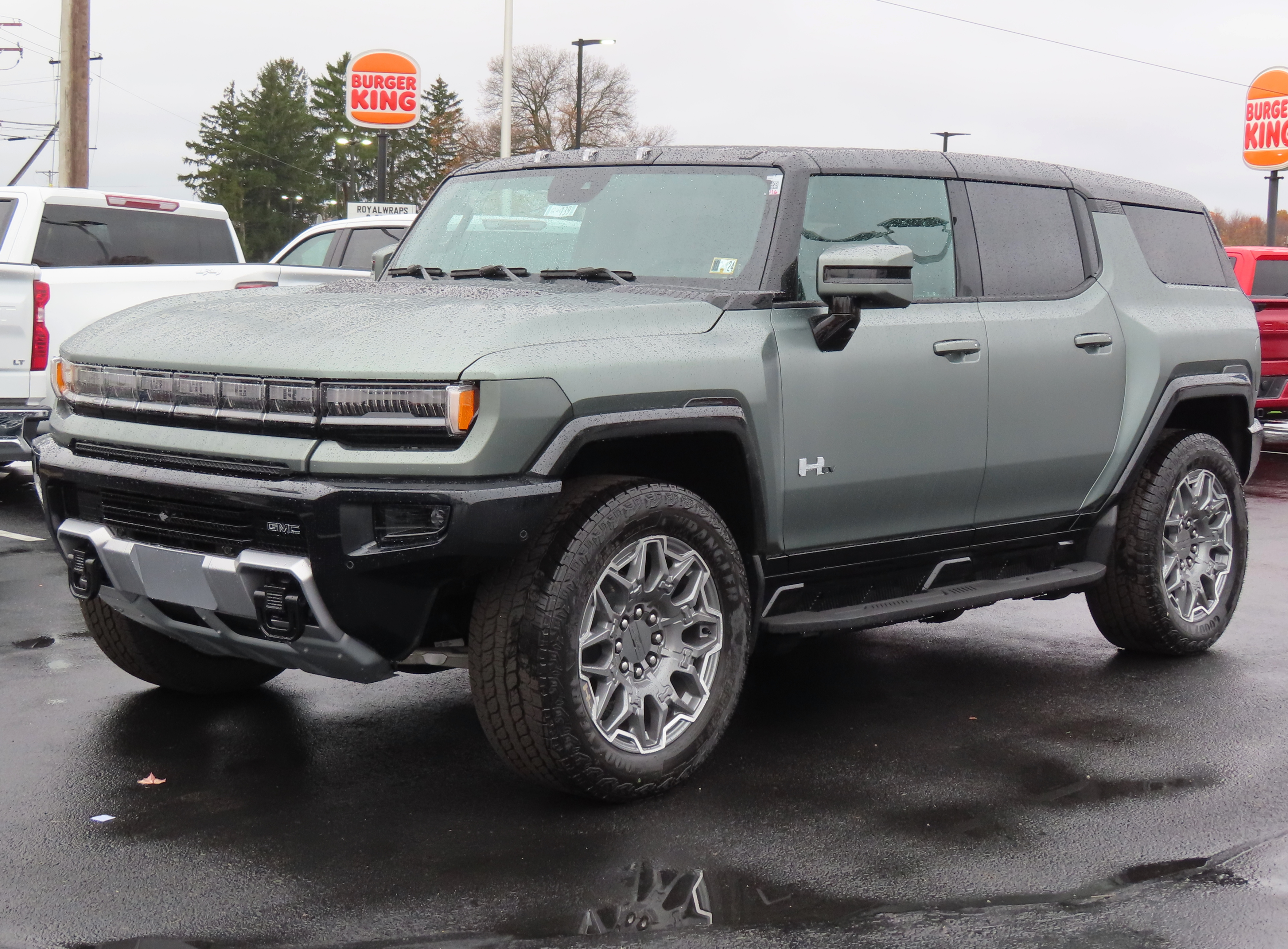
GMC Hummer EV SUV

Eine weitere Version ist der GMC Hummer EV SUV, der seit Ende Januar 2023 gebaut wird. Der SUV ist im Vergleich zum Pick-up etwas kürzer, soll aber über ähnliche Funktionen verfügen. Die Leistung in der Top-Version soll bei rund 619 kW (830 PS) liegen. Wie beim Pick-up soll es fünf Sitzplätze geben, eine dritte Sitzbank ist demnach bislang nicht geplant. Die Ausstattungslinien sind vom Pick-up abgeleitet, die Preise sollen bei rund 80.000 US-Dollar beginnen.